# Adam Zemanek
Adam Zemanek (ur. 14 września 1898  we Lwowie, zm. wiosną 1940 w Charkowie) – major artylerii Wojska Polskiego, ofiara zbrodni katyńskiej.

## Życiorys
Urodził się 14 września 1898 roku we Lwowie, w rodzinie Ignacego i Stefanii. Był młodszym bratem Stanisława Zemanka.
W czasie I wojny światowej służył w Legionach. Wstąpił do Wojska Polskiego. W czasie wojny polsko-ukraińskiej oraz wojny polsko-bolszewickiej służył w 5 Lwowskim pułku artylerii polowej oraz 12 pułku artylerii ciężkiej.
Po zakończeniu działań wojennych pozostał w wojsku i w 1922 roku został zweryfikowany do stopnia porucznika artylerii ze starszeństwem z dniem 1 czerwca 1920 roku. Służył w 6 pułku artylerii ciężkiej, gdzie był dowódcą plutonu. W 6 pac służył do początku lat trzydziestych XX wieku. W 1930 roku został awansowany na kapitana artylerii ze starszeństwem z dniem 1 stycznia 1930 roku i został oddelegowany do Dowództwa Okręgu Korpusu Nr VI we Lwowie. Na stopień majora został mianowany ze starszeństwem z dniem 19 marca 1938 i 30. lokatą w korpusie oficerów artylerii. W 1938 roku został mianowany dowódcą dyonu w 1 pułku artylerii lekkiej Legionów. W czasie mobilizacji w 1939 roku został wyznaczony na stanowisko oficera sztabu dowódcy artylerii dywizyjnej 1 Dywizji Piechoty Legionów. W czasie walk 22 września 1939 roku w okolicach Tarnawatki został ranny.
W czasie kampanii wrześniowej 1939 roku – po agresji ZSRR na Polskę – w nieznanych okolicznościach dostał się do niewoli sowieckiej. Przebywał w obozie w Starobielsku. Wiosną 1940 roku został zamordowany przez funkcjonariuszy NKWD w Charkowie i pogrzebany potajemnie w bezimiennej mogile zbiorowej w Piatichatkach, gdzie od 17 czerwca 2000 roku mieści się oficjalnie Cmentarz Ofiar Totalitaryzmu w Charkowie. Figuruje na Liście Starobielskiej NKWD, pod poz. 1259.
5 października 2007 roku minister obrony narodowej Aleksander Szczygło mianował go pośmiertnie na stopień podpułkownika. Awans został ogłoszony 9 listopada 2007 roku w Warszawie, w trakcie uroczystości „Katyń Pamiętamy – Uczcijmy Pamięć Bohaterów”.

## Ordery i odznaczenia
- Złoty Krzyż Zasługi (25 maja 1939)[11]
- Medal Niepodległości (9 listopada 1932)[12]
- Srebrny Krzyż Zasługi (19 marca 1931)[13]
- Medal Pamiątkowy za Wojnę 1918–1921
- Medal Dziesięciolecia Odzyskanej Niepodległości